# Institutul Național de Diabet, Nutriție și Boli Metabolice "Prof. Dr. N. C. Paulescu"
Institutul de Diabet, Nutriție și Boli Metabolice „Prof. Dr. N. C. Paulescu”, cum se numește în prezent, a fost creat începând cu data de 11 martie 1993 prin Ordinul Ministrului Sănătății nr. 273, la acea dată Prof. Dr. Iulian Mincu: „Institutul de Nutriție și Boli Metabolice «Prof. Dr. N. Paulescu» - unitate bugetară cu personalitate juridică, în subordinea directă a Ministerului Sănătății cu sediul în municipiul București are în structura sa organizatorică compartimente de cercetare științifică medicală, secții clinice, ambulatorii și laboratoare”.
Institutul desfășoară următoarele activități: asistență medicală de specialitate, cercetare științifică medicală, învățământ medical de vârf, îndrumare tehnică și metodologică a rețelei de profil din țară. De asemnea, Institutul colaborează în domeniul său cu instituții, persoane juridice și fizice din țară și din străinătate.
Unitate medicală complexă, Institutul a apărut ca idee în anul 1934 la spitalul Colțea din București, odată cu înființarea de către Prof.Dr. I. Pavel, a compartimentului de diabet în cadrul Clinicii Prof.Dr. I. Nanu-Muscel (echivalentul actual al Secțiilor Clinice ale Institutului), la care s-a adăugat, din 1942, Centrul Antidiabetic - unitatea ambulatorie, echivalentă cu cele trei unități ambulatorii ale Institutului care funcționează ca anexe ale celor trei sedii cuprinse în structura Institutului.
Inițiatorul Clinicii de Diabet, Nutriție și Boli Metabolice este Prof. I. Pavel, care a dezvoltat atât Centrul Antidiabetic (1942-1967) cât și Clinica de Diabet (1948-1967). Ultima a purtat, pentru scurt timp, numele de Clinică de Dietetică, apoi de Clinică de Nutriție și Dietetică și, în final, de Clinică de Nutriție și Metabolism. Procesul a fost laborios și dificil, întrucât apariția Centrului s-a făcut în una din cele mai dramatice perioade ale istoriei moderne a României - cel de-al Doilea Război Mondial. Instituția avea, la acea vreme, pe lângă Secția Clinică, secții de Dietetică și de Medicină Experimentală.
Centrul Antidiabetic s-a mutat în mai multe rânduri în sedii improvizate dar, cu eforturi importante, a reușit nu numai să supraviețuiască, dar să se și dezvolte. Instituția este unică prin bivalența ei (clinică/ambulator), fiind prima unitate medicală de profil din Europa și un model pe care ulterior l-au preluat multe alte țări. Unul din exemplele care onorează țara noastră este cel al Serviciului de Diabetologie de la Spitalul Hôtel Dieu, înființat de Prof. Maurice Dérot (1901-1985) în anul 1957, după modelul românesc. 
Din 1967, Prof.Dr. Iulian Mincu a preluat conducerea Catedrei de Diabet a Facultatii de Medicină din București. Înființarea Institutului în 1993 a făcut posibile continuarea organizării și respectiv consolidarea acestei discipline în România la nivelul curent, cu o bună recunoaștere pretutindeni în lumea medicală.
Din 2007, a devenit „Institut Național” de diabet, aflat din 2008 sub egida Academiei Române.